# Maxim Wjatscheslawowitsch Martussewitsch
Maxim Wjatscheslawowitsch Martussewitsch (russisch Максим Вячеславович Мартусевич; * 7. März 1995 in Moskau) ist ein russischer Fußballspieler.

## Karriere

### Verein
Martussewitsch begann seine Karriere bei ZSKA Moskau. Im Oktober 2013 stand er im Cup gegen Chimik Dserschinsk erstmals im Kader der Profis von ZSKA, für die er jedoch nie zum Einsatz kommen sollte. Im August 2015 wechselte er nach Serbien zum FK Javor Ivanjica. Sein Debüt in der SuperLiga gab er im Oktober 2015 gegen den FK Mladost Lučani. In der Saison 2015/16 absolvierte er drei Partien für Javor in der höchsten serbischen Spielklasse.
Zur Saison 2016/17 kehrte Martussewitsch wieder nach Russland zurück und schloss sich dem Drittligisten Senit Pensa an. Nach zwölf Einsätzen in Pensa in der Perwenstwo PFL wechselte der Mittelfeldspieler im Februar 2017 nach Portugal zum Drittligisten União Leiria. In zwei Jahren bei Leiria kam er zu 53 Einsätzen in der dritthöchsten portugiesischen Spielklasse. Im Januar 2019 wechselte er zum ebenfalls drittklassigen FC Vizela. Für Vizela spielte er elfmal.
Im September 2019 kehrte er erneut nach Russland zurück und wechselte zum Drittligisten FK Sorki Krasnogorsk. Für Sorki spielte er achtmal in der Perwenstwo PFL. Im Februar 2020 schloss Martussewitsch sich dem Zweitligisten FK Chimki an. Für Chimki spielte er bis zum Saisonabbruch zweimal in der Perwenstwo FNL. Zu Saisonende stieg er mit dem Verein in die Premjer-Liga auf. Sein Debüt in der höchsten Spielklasse gab er im August 2020 gegen ZSKA Moskau. Nach sechs Erstligaeinsätzen wurde sein Vertrag im Oktober 2020 aufgelöst. Daraufhin wechselte er zum Zweitligisten FK SKA-Chabarowsk.

### Nationalmannschaft
Martussewitsch spielte für die russischen U-16-, U-18- und U-19-Teams.